# ジャンプ放送局
「ジャンプ放送局」（ジャンプほうそうきょく）は、1982年10月から1995年12月まで集英社の少年向け漫画雑誌『週刊少年ジャンプ』において連載された読者投稿コーナー。略称はJBS（Jump Broadcasting Station）。

## 概要
コーナー全体を放送局（JBSという略称と開始当時のロゴがTBSのパロディ）、個別のコーナーをテレビ番組に見立て、テレビ番組や芸能、友人に関すること、スポーツ、ゲーム、ジャンプ連載の漫画など、多岐にわたるテーマで投稿ハガキを募集し、構成担当（放送局長）のさくまあきらによって選ばれたハガキが誌面に掲載されるという形式を取っている。コンセプトは「マンガが描けなくてもハガキ1枚でジャンプに載れる」。開始当初は土居孝幸によって描かれたオリジナルキャラクターの局員達が誌面をにぎわせていたが、程なく実在のスタッフたちが局員として誌面に露出するようになった。
当時の漫画誌の投稿コーナーには無かった「半年を1レースとし、掲載されるごとにコーナーに応じて得点が加算され、1レースを通じての総合得点を競う」というルールが採用され、レースで競い合うことなどから、投稿者を「投稿戦士」と呼称している。当コーナーの開始以降、他誌の投稿コーナーにおいても同様の形式が多数見受けられるようになり、フォーマットの一つとして定着している。
ハガキ1枚の採用につき、そのコーナーの掲載得点分のJBS缶バッジ（約30種類でランダムに選ばれる）と、リーフレットの「JBS新聞」が送られた。また、優勝者には豪華賞品と週刊少年ジャンプ編集部への招待（同時に取材を行い、その模様が冒頭2ページに独占掲載された）、最も高得点を獲得した新規投稿者には新人賞（過去に1枚でも採用された者がペンネームを変えた場合は対象外）、ランキングベスト10に入った投稿者には単行本1ページ（1期6代目までは3分の1ページ）を自己PR等に使用できる権利が与えられた。
ジャンプでは、読者コーナーも他の連載漫画作品と同じく雑誌付属のハガキによる読者人気アンケート調査の対象とされている。その中で厳しいランキング競争を勝ち抜き、13年2ヶ月（3期計27レース）の長期にわたり連載が続けられた。一方、他のジャンプ掲載の漫画はジャンプ放送局のアンケート順位を上回れるかが連載継続の1つの目安とされていた。このことについて、さくまは「投稿コーナーより人気の無い作品はまずい」「数々の連載が打ち切りに追い込まれて申し訳ないと思っている」と語っている。
また、ジャンプの他の漫画作品と同じくジャンプ・コミックスから単行本が刊行された（以下、巻数のことを「VTR○（○は数字）」と表記する）。VTR15では読者からの投稿ハガキを集めた単行本として巻数の新記録を樹立、最終的に全24巻におよび、漫画雑誌の巻末投稿コーナーとして1つの金字塔を打ち立てた。
連載が長期にわたる中で、さくまが眼精疲労、頚椎椎間板ヘルニア等により体調を崩してしまい、毎週送られてくる約4万通の膨大な投稿ハガキに目を通し続けるのは厳しいという判断から、1995年12月にJBSは終了し、13年3か月の歴史に幕を降ろした。なお、コミックスの発売時期などから誤解されがちであるが、さくまが脳内出血で倒れたのはJBS終了後、『チョコバナナ』の編集長を務めていた時のことである。また、JBS終了の告知は本誌より先にJBS新聞で発表されていた。
2010年8月30日に、ニコニコ動画で連載当時のスタッフが集結して『帰ってきたジャンプ放送局』が放送され、同年11月27日には第2回が放送された（後述）。

## 主なスタッフ
さくまあきら（放送局長：構成担当）
JBS開始当初から構成を担当。連載途中からイラストの頭の上にリンゴのヘタと葉っぱが描かれるようになった。熱狂的な横浜ベイスターズ（旧・横浜大洋ホエールズ）ファンとして知られる。元々は『月刊OUT』で読者コーナーの構成をするなど、ライターとして活動していた。現在は桃太郎シリーズ（『桃太郎伝説シリーズ』『桃太郎電鉄シリーズ』など）のゲーム監督・ゲームデザイナーとしての顔が一般に知られている。
土居孝幸（イラスト担当）
通称「どいん」。JBS開始当初からイラストを担当。桃太郎シリーズのキャラクターデザインも手がける。斉藤由貴の大ファンと公言している。「スケベ」「独身」「冷たい男」というキャラ付けがなされていたが実は彼女がいた（結婚はしていない）。公表しなかったのは、女性にモテない独身男としていじられるキャラだったためイメージが崩れるのを避けるためだったと後に語った。作中では阪神タイガースのファンとして描かれていた。なお、VTR10のコーナー「10巻達成!!おめでとう!!」では「せめて20巻が出るまでに嫁さんの顔が見たいよなぁぁ…」というネタが掲載され、VTR20のコーナー「VTR20おめでとうハガキ」ではその投稿を元に「やはり無理でしたね」と別の投稿者からネタにされ、最終巻・VTR24のコーナー「14年間ありがとう」では「せめて今度会った時は、嫁さんの顔が見たいよなぁ…」と、さらに別の投稿者からダメ押しのネタにされている。
青木澄江（レイアウト担当）
初代レイアウト担当。さくまが大学時代に所属していた漫画研究会の後輩にあたる。スキンダイビングを趣味にしていたため「ビキニにゴーグル」という姿で描かれた。単行本のカバーを取った時、表紙の真ん中に位置している人物である。当時ヒットした一風堂の楽曲『すみれ September Love』をパロディにした「すみえ 三段腹 デブ」というネタが載ったことで「三段腹」「デブ」というキャラが付けられ、好き放題ネタにされた。しかし実際はイラストとは全く似ていないらしく、スポーツカーに乗るようなお嬢様なのだという。『non-no』や『COSMOPOLITAN』のレイアウトなども手がけていたが「どの編集部に行ってもJBSの話をされて恥ずかしい」とのこと。1984年を以ってJBS担当から外れる。なお、単行本のカバー下にある表紙にはVTR1から最終巻のVTR24まで彼女のイラストが描かれているが、「永久欠番扱いであり、決して版下を差し替えるのが面倒だったわけではない」とのこと。
榎本一夫（レイアウト担当）
通称「えのん」。青木に代わって1985年からレイアウト担当として加入した。単行本で名前が初めてクレジットされたのはVTR2だが、イラストとして初登場したのはVTR3の巻末漫画から。雑誌デザイン会社「バナナグローブスタジオ」代表取締役社長。桃太郎シリーズの「貧乏神」のモデルになったことで有名。また、初代『ドラゴンクエスト』のロゴデザインをしたことでも知られ、堀井雄二による『月刊OUT』誌上のコーナー「ゆう坊のでたとこまかせ」のイラストも担当した。
加入当初の名前表記は「榎本一夫」だったが、後に「榎本32歳」のようにその時々の年齢が名前として付加されるようになった（40歳を迎えてからは「榎本ナタデココ」と名乗ったこともある）。初期の頃は裸に腰巻きやふんどしのみの姿で描かれ「えの〜ん」としか声を発しない不気味キャラであった（モチーフは当時『オレたちひょうきん族』で島崎俊郎が扮していた「アダモステ」）。「でか頭」「尻出し」「貧乏（ボンビー）」キャラとして投稿者からいじられることが多く、本人もそれを楽しんでいた。作中ではヤクルトスワローズのファンとしても描かれていた。
単行本のグラビアページとして、幼少期から20代前半までの写真を紹介した「榎本36歳の36年間」（VTR13）、18歳から27歳までを写真で振り返る「新・榎本39歳伝説」(VTR19)が掲載され、VTR15の特集「さらばヵ夏の日」では浴室での尻出し写真が掲載された。また、VTR23の特集「潜入!!ウワサのバナナグローブスタジオ」では、それまで「倒産」「借金」などと散々ネタにされてきた榎本の会社をJBSのメンバーが訪れたが、予想に反した立派なビルで、しかも多くの社員を抱えていたため、「大失敗」「企画倒れ」との声が上がった。
鈴木みそ（アシスタント）
初期の頃のアシスタント。1984年の一時期（1期4代目レース）、スケジュールの都合で一時離脱したさくまあきらに代わり構成担当をしたことがある。現在は漫画家として活動、『週刊ファミ通』で『あんたっちゃぶる』『おとなのしくみ』などを連載した。
猫乃都（アシスタント）
1985年に青木澄江と入れ替わる形でレイアウト見習いとして参加。加入時わずか16歳であったためマスコット扱いとなる。イラスト上では、ロッカー風ファッションで「〜だぜ!」が口癖。1年後、榎本一夫と入れ替わりに去る。映画監督・山本晋也の娘であるが、ここでは公表しなかった。後に『ドラゴンクエスト4コママンガ劇場』や児嶋都名義でホラー漫画を描く。
横山智佐（アシスタント）
1987年、声優としてデビューしたての高校3年末期に「ちさ姫」としてスタッフに加入、後に愛称が「ちさタロー」と変わる。当初はマスコットアイドル的キャラだったものの、1〜2年後には「貧乳」ネタが出始めそのキャラが定着することに。VTR15のグラビアページでは水着姿を披露したが「水平線と直角な線分」と揶揄され、「ちさタロー定規」というネタまで誌面に掲載されてしまう。しまいには、「〜チチ」という語尾や「チチショー（ちきしょうと乳小のもじり）」「くやチチ（くやしい）」などの「ちさ語」を作中で使うようになった。あまりにネタにされ過ぎたため、心配した母親からは豊胸手術を勧められたという。ダジャレを口にすることが多く、大ボケキャラとしても定着。巨人、特に桑田真澄投手の大ファンとしても描かれていた。
JBS誌面では「ちさタローの声優だより」「ちさタローの悪食大好き!」というミニコーナーがあった。また、読者サービスとして希望者から送られた往復ハガキに自身の直筆サインを書いて返信する企画も行われた。単行本巻末の漫画「これがジャンプ放送局だ!!」のいたずら書きなどでは独自のイラストキャラクターを多数披露。中には「ばびょ〜ん」「うるりらー」など、投稿ネタに発展したケースもある。また、単行本のグラビアページとして、札幌旅行の様子を撮影した「ちさ姫の部屋」（VTR9）、幼少期から19歳で歌手デビューするまでの写真を紹介した「ちさタローの元気印アルバム」（VTR11）、地元の街中での日常を撮影した「ちさの散歩道」（VTR16）が掲載された。
4人の中ではもっともキャラデザインの変遷が激しく、初登場時の黒髪ロングヘア＋黒ぶち眼鏡から、黒髪ロング（眼鏡なし）、黒髪ショート、茶髪ポニーテールなどと、その時々の横山のスタイルに合わせてキャラデザインが変更された。
連載中にオーストラリアに語学留学していた時期があり、その際は彼女抜きで連載が続けられた（のちに仕事のときだけ一時帰国するようになった）。
加入当初、駆け出しの声優であり女子高生だった自分がJBSにおいてどのような役割・ポジションを担っているのか掴めず、テキパキと仕事をこなす周囲に取り残されたような気持ちになったこともあった、と後に語っている。徐々に仕事を与えられたが、さくまの徹底した厳しい仕事ぶりに幾たびも涙を流したという。また「仕事をすることの責任と自信を勉強させてもらった」とも語っている。
JBS時代から長らく独身であったが、2009年に結婚し、2014年には長女を出産。現在も声優、俳優として活躍している。
中西日出海（協力）
投稿ハガキの仕分け作業を行う、細身で垂れ目、八重歯の生えた男性。本誌には全く登場しないが、単行本の巻末漫画「これがジャンプ放送局だ!!」で、最終巻のVTR24を除く全巻に登場する（クレジットはVTR2からVTR23まで）。漫画内ではほとんど言葉を発さず、他の局員達ともほとんど絡まずに、「しゅたたたた」という音を上げて高速でハガキを仕分ける。また、他の局員と焼肉店に行くシーンでは箸で肉を挟んで「しゅたたたた」とさばくギャグシーンも見られた。
VTR18の特集「実写版これがジャンプ放送局だ!」では写真が掲載されている。
VTR4の巻末漫画の落書きコメント（184ページ）では、さくまと共に矢印で指され「2人は同級生!」と書かれていたが、さくまのホームページによると、中西はさくまの中学時代の同級生で、長年にわたりさくまのマネージャーを務めていたという（さくまが脳内出血で入院してからは榎本の会社に勤めている）。
ショッカーO野（協力）
さくまの会社出身ということもあり、一時期、先述の中西の仕事の補佐として投稿ハガキの運搬や選定をしていた。現在は専門学校講師、ライブのMCなど様々な顔を持つ。桃太郎シリーズにも実名で出演、作品中のイベントに顔を出している。先述の横山をさくまたちに紹介したのも彼だという。
菊池晃弘（協力）
先述のショッカーと入れ替わりで編集アシスタントを務める。現在は漫画家・イラストレーターとして『Vジャンプ』などで活躍。加入後しばらくして投稿者出身のどんちゃん（後述）もアシスタントになり、彼とは後年『ジャンプ魂』で共に読者コーナーを手がけることになる。
マシリト（初代担当編集者）
JBSでは担当に付いた編集者もキャラクター化され、本誌やコミックスで活躍した。「マシリト」は、鳥山明の担当編集者としても知られる、現・白泉社代表取締役の鳥嶋和彦。縦長の顔、薄い眉毛、細い目、尖ったあご、などの特徴ある顔立ちが似顔絵でも誇張付きで再現されている。その姿はほとんど『Dr.スランプ』の「ドクター・マシリト」そのままだった。榎本が登場する以前の放屁ネタの持ち主で、「映画の試写会などに行って、公開前の作品のストーリーをバラしてしまう」「誰彼構わずヘッドロックをかます」などの困ったちゃんキャラとして描かれていた。担当期間はVTR1-2の間だが、その後も脇役でたびたび登場している。桃太郎シリーズの「天の邪鬼」のモデル。
ゲゲゲのハセガワ（長谷川）（二代目担当編集者）
VTR3-7の間の担当。なぜかゲゲゲの鬼太郎のような横縞のちゃんちゃんこを着ている。「エグゾセミサイル」というあだ名もあるらしい。先輩のマシリトなどに絡まれる「いじられキャラ」で、「かんべんしてくださいよ〜」が口癖。VTR4の巻末漫画では彼が主人公となる。JBSと平行して新沢基栄の担当でもあった。
パラ坊オーハシ（大橋）（三代目担当編集者）
VTR7-9の間の担当。パラ坊とはパラボラアンテナのもじりで、大きな耳を揶揄したものらしい。イラストでも耳を誇張した姿で描かれ、さらにネズミのごとく前歯が二本出っ歯になっている。「あのですね」が口癖。JBSと平行して車田正美の担当でもあった。『ドラゴンボール』のキャラクター「マジュニア」が彼に似ているとの投稿もなされたことがある。VTR10の写真ページにも登場し、横山とのツーショット写真を披露した。
ウータン大塚（四代目担当編集者）
VTR10-17の間の担当。担当編集者だった期間が歴代で最長。本名は大塚久永、通称は「攻めの大塚」。ウータンとはオランウータンのもじりで、大きな口を誇張して描かれた。この頃から本誌では局員達が特定のテーマに沿った扮装（時代劇、ファンタジー、F1レースなど）をするようになったが、彼以降の編集者も同様に扮装をして局員達と積極的に絡むようになった。「〜だぞよー」という語尾をよく使う。VTR15の巻末漫画の186ページで一コマだけペン入れした。『桃太郎電鉄シリーズ』の「静岡のおもちゃ工場長」のモデル。
レトロのへーちゃん（瓶子）（五代目担当編集者）
VTR18-19の間の担当。本名は瓶子吉久。眼鏡をかけ口ヒゲとあごヒゲを生やしている（イラストの時期によってヒゲがない場合もある）。その風貌から、加入当時まだ入社2年目とは誰も信じなかったという。『桃太郎電鉄シリーズ』の「大阪のお笑い劇場」のキャラのモデルであるほか、自身が担当していた作家の漫画内でも瓶子をモデルにしたキャラクターが登場している（『幕張』（木多康昭）の「鬼瓶久吉」、『太臓もて王サーガ』（大亜門）の「丘八十一」など）。
2011年から2017年まで週刊少年ジャンプ編集部の10代目編集長を務めた。
イエローカード関谷（六代目担当編集者）
VTR20-21の間の担当。極端な縦長逆三角形の顔をしている。その名の通り、サッカーの審判よろしく局員の行動に「イエローカード」や「レッドカード」で突っ込みを入れる。年齢が横山より下であることを突っ込まれ、「セッキー」と呼ばれていた。『桃太郎電鉄シリーズ』の「大阪のお笑い劇場」のキャラのモデル。
サンバ大上（七代目担当編集者）
VTR22-24の間の担当。JBSの終幕を見届けた、最後の担当者。名前の読みは「おおがみ」ではなく「おおうえ」。上記の瓶子と同期入社で、ジャンプ編集部に来る前は『週刊プレイボーイ』編集部に配属されていた。浅草サンバカーニバルに毎年出場しているらしく、初登場シーズンの本誌イラストでは上半身裸に腰ミノ、コステイロ（羽根飾りの背負子）、太鼓というサンバ風の扮装をしていた。

## 主な投稿戦士
JBSでは投稿者のことを「投稿戦士」と呼んでいた。『ビックリハウス』、『VOW』、『月刊OUT』、『ファンロード』、『ゲーメスト』などの雑誌の投稿コーナーや『オールナイトニッポン』、『コサキン』などのラジオ番組の、いわゆるハガキ職人の投稿層と重なることが多い。活躍した投稿戦士の中には現在、マスコミ四媒体で活動している者も少なくない。またミクシィではジャンプ放送局のコミュニティに元・投稿戦士が名を連ねており、ツイッターやフェイスブックにおいても交流が行われている。

### 歴代優勝者

#### ジャンプ放送局I (JBSI)
| 代     | ペンネーム     | 住所                       | 備考 |
| ------ | -------------- | -------------------------- | --- |
| 初代   | 冨田英義       | 熊本県熊本市               | 記念すべき初代チャンピオン。5代目では2度目の優勝を果たす。後にできた新人賞が「冨田賞」と名づけられた。なお、最終巻の感謝メッセージページでは家庭を持つ父親である近況を明かしている。                        |
| 2代目  | 中粗値安拾     | 静岡県掛川市               | |
| 3代目  | 小平小平       | 東京都小平市               | 漫画家として、パチンコ雑誌や4コマ漫画誌などに連載を持っていたこともある。 |
| 4代目  | AUTO・MAG      | 神奈川県平塚市             | 誌上で冨田英義とライバル争いを繰り広げ、その中で自ら悪役を演じて他の投稿者たちから弄られていた。土居のイラストでは、眼鏡を上下逆に掛け怒り顔で舌を出す姿で描かれた。                                        |
| 5代目  | 冨田英義       | 福岡県福岡市               | |
| 6代目  | あすなろ明日菜 | 東京都                     | |
| 7代目  | 邦宅杉太       | 広島県広島市 →埼玉県所沢市 | 掲載当時、女性読者たちの間でアイドル的人気を誇った。現在は八神健名義で漫画家として活動。代表作に『密・リターンズ!』（週刊少年ジャンプにて連載）、『ななか6/17』（週刊少年チャンピオンにて連載）などがある。 |
| 8代目  | 土岐和耶       | 香川県坂出市               | 四国勢で唯一の優勝者。 |
| 9代目  | どんちゃん     | 神奈川県伊勢原市           | 後にJBSのアシスタントを担当。JBS終了後は「井沢どんすけ」の名前で読者コーナー『ジャンプ団』、『じゃんぷる』、『ジャンプ魂』、『ジャン魂G!』の構成を担当。JBSでは頭にパンティーを被った姿で描かれた。         |
| 10代目 | ちゃん坊太     | 三重県                     | JBSでただ一人新人賞とダブル受賞を果たす。最年少優勝者でもある（当時12歳）。 |

#### ジャンプ放送局II (JBSII)
| 代     | ペンネーム       | 住所           | 備考 |
| ------ | ---------------- | -------------- | --- |
| 初代   | 尻の穴に図星     | 東京都         | 「アメーズメントクラブ」のペンネームで投稿していたが、さくまの勧めにより改名。JBSIの「冨田賞」にならい、JBSIIの新人賞が「尻の穴賞」と名づけられた。                                                             |
| 2代目  | 久寿米木元       | 大分県         | JBSで初めて1レース100点を突破。 |
| 3代目  | 竜王は生きていた | 東京都         | 『ドラゴンクエスト』のボスキャラクター「竜王」にちなみ、単行本では顔写真の代わりに竜王の目と口を模したイラストを載せていた。現在は北本かつら名義で放送作家、脚本家として活動。                                  |
| 4代目  | 竜王は生きていた | 東京都         | 唯一の連覇達成。 |
| 5代目  | 暴風四郎         | 埼玉県         | ネタの掲載時にペンネームを「爆風四郎」と誤植されることが多かった。 |
| 6代目  | ドットマン       | 福岡県北九州市 | |
| 7代目  | 岡田です!        | 群馬県         | 唯一の女性優勝者。 |
| 8代目  | 横浜一           | 神奈川県横浜市 | |
| 9代目  | 桃太郎丸         | 宮城県多賀城市 | 島袋光年のアシスタントをしていた。「ささけん」「佐々木健」のペンネームで、読み切り作品を『月刊少年ジャンプ』『週刊少年サンデー』で発表、『KING GOLF』で第56回（平成22年度）小学館漫画賞少年向け部門を受賞した。 |
| 10代目 | あほのすけ       | 長野県松本市   | |

#### ジャンプ放送局III (JBSIII)
| 代    | ペンネーム       | 住所           | 備考 |
| ----- | ---------------- | -------------- | --- |
| 初代  | 猫だまし!ぽん吉  | 京都府京都市   | JBSIIの7代目レースではペンネーム「魔法使い!すがの」として3位入賞。独特の絵柄のイラストネタを得意とし、その中の1つ「負け犬のオーボエ」はVTR18の「JBSを彩るスターたち」で他の投稿戦士たちが印象的なネタとして挙げている。 |
| 2代目 | 吟遊奇人         | 茨城県つくば市 | 現在は浜崎達也の名義で、『ONE PIECE』のノベライズなどを手がける。『第9回全国高等学校クイズ選手権』では茨城県代表（竹園高校）として決勝進出。                                                                            |
| 3代目 | ぽんぽこりん     | 山形県酒田市   | 唯一の完全優勝を達成。「さくまさん、マジで胃がイタいっス」が秀逸で有名。 |
| 4代目 | いんぐりもんぐり | 岡山県岡山市   | |
| 5代目 | 新岡優哉         | 青森県         | JBSIIの6代目レースではペンネーム「勇者ろっと」として3位入賞。後にJBSのスタッフに加わる。現在はゲーム攻略本などのライターとして活動している。                                                                            |
| 6代目 | 哀☆戦士          | 大阪府大阪市   | |
| 最終  | 十月の隠者       | 宮城県仙台市   | |

### 歴代掲載本数30位以内の投稿戦士
| 位 | ペンネーム       | 住所                       | 数  | 備考 |
| -- | ---------------- | -------------------------- | --- | --- |
| 1  | 錯乱坊主         | 福岡県行橋市               | 207 | ベスト10入賞回数が全投稿者中最多の6回。最高位はJBSIII4代目・最終レースの4位。「投稿仙人」と呼ばれる。JBS終了後に『幕張』でネタにされたことも。さくまの公式サイトで2010年まで行っていた「桃鉄研究所」というコーナーにも投稿していた。PNの由来は『うる星やつら』の登場キャラクター・錯乱坊。 |
| 2  | 哀☆戦士          | 大阪府大阪市               | 146 | JBSIII6代目レース優勝者。 |
| 3  | 岡戸孝宏         | 愛知県知立市               | 140 | JBS以外にもラジオ番組の常連投稿者としても活躍し、現在は通称「おかどん」としてラジオ番組制作に携わっている。 |
| 4  | 小林もんた       | 千葉県松戸市               | 135 | ベスト10以内に5回入り、JBSIII2代目レースでは準優勝。丁寧なイラストハガキが特徴的。 |
| 5  | 江渡孝行         | 大分県竹田市               | 126 | ベスト10以内に5回入り、JBSI6・7代目の2レース連続で準優勝した。 |
| 6  | 植田浩正         | 大阪府大阪市               | 115 | 初めて掲載枚数100枚を突破、「名葉会」（名球会のパロディ）入り。大手牛丼チェーン本社で人事部長→執行役員を務め、2024年4月より取締役に就任 |
| 7  | MAT☆MAX          | 岡山県→鳥取県鳥取市        | 109 | 12期連続県別チャンピオン（岡山・鳥取）の記録を打ち立てた。 |
| 8  | 有頂天           | 北海道苫小牧市             | 108 | 4連続ベスト10入りし、しかも全て5位以内という記録を持つ。最高位はJBSII2代目レースの2位。 |
| 9  | 猫だまし!ぽん吉  | 京都府京都市               | 106 | JBSIII初代レース優勝者。 |
| 10 | デッド・ケンジ   | 北海道札幌市               | 101 | 後述の原口一也とともに北海道投稿者を牽引した立役者。 |
| 11 | 久寿米木元       | 大分県                     | 97  | JBSII2代目レース優勝者。 |
| 12 | 暴風四郎         | 埼玉県                     | 96  | JBSII5代目レース優勝者。 |
| 13 | 竜王は生きていた | 東京都                     | 92  | JBSII3代目・4代目レース優勝者。 |
| 14 | 岡田です!        | 群馬県                     | 90  | JBSII7代目レース優勝者。 |
| 14 | はしくん         | 群馬県                     | 90  | 江渡孝行と同じく2レース連続準優勝となる（JBSII3・4代目レース）。その2レースとも優勝者は「竜王は生きていた」である。 |
| 16 | 月の聖霊         | 福岡県                     | 88  | ベスト10以内に4回。最高位はJBSII9代目レースの3位。後に『チョコバナナ』でも名誉会員となるほどのイラスト技術を持つ。 |
| 17 | 翔子の笑顔       | 新潟県新潟市               | 87  | 現在は相羽翔穂名義で成人向け漫画家として活動。 |
| 18 | 知正一央         | 青森県弘前市               | 86  | 後に『ハガキ戦士ジャンプ団』でも活躍する。 |
| 19 | 戦士・路         | 静岡県浜北市（現・浜松市） | 82  | 最高位が10位ながら、地道に掲載本数を稼いだ。 |
| 20 | ものくろしねま   | 福岡県直方市→東京都        | 80  | 中期の常連だったが一時期掲載数が減少。しかし後期に復活し、最終レースで準優勝する。 |
| 21 | トリプル役満     | 兵庫県川西市               | 79  | 連続レース掲載記録は岡戸孝宏に次ぐ、地道な積み重ねをした戦士。 |
| 21 | どんちゃん       | 神奈川県伊勢原市           | 79  | JBSI9代目レース優勝者。 |
| 23 | 原口一也         | 北海道札幌市               | 75  | 大学卒業後、編集プロダクション「キャラメル・ママ」に入社。当時は上記のどんちゃんと同僚だった。現在は独立し、ライターとして主に映画の分野で活躍、映画情報サイト「映画野郎」では編集長を務める。                                                                                             |
| 23 | 笹西三択         | 千葉県市原市               | 75  | 歴代新人賞の最高得点（102点）を稼いだ。後に『ジャンポスト』のスタッフとなる。本コーナーのほか、『VOW』にも投稿経験がある。 |
| 23 | 吟遊奇人         | 茨城県つくば市             | 75  | JBSIII2代目レース優勝者。 |
| 26 | なんでも消化     | 東京都                     | 74  | 女性戦士としては、岡田です!に次ぐ記録を持つ。大胆かつ繊細なネタが多かった。 |
| 26 | カタストロフ1号  | 和歌山県                   | 74  | ホラー映画好きで、悪魔キャラを演じた。 |
| 28 | ちょこ☆ボール    | 大阪府枚方市→奈良県生駒市  | 73  | 掲載本数は多いものの、一度もベスト10入りしなかった。 |
| 28 | 咲耶             | 長野県上田市               | 73  | 「ミスJBSコンテスト」にも掲載されるほどのイラスト実力者。 |
| 30 | JRよっちー       | 愛媛県新居浜市             | 71  | ジャンプ放送局のデータベースサイトを運営。同時にデータを独自に分析・編集をして本に起こし希望者に配布している。また不定期ではあるがJBSオフ会を主宰している。 |
| 30 | マミのラジオ伝説 | 福岡県                     | 71  | ベスト10以内が1回（JBSIII初代レースの4位）ながら、後期JBSを支えた有名戦士。PNはJBS読者にも人気のあったラジオパーソナリティー・小森まなみにちなんで。 |

### その他の有名投稿戦士
ちょろさんの妹（北海道札幌市）
「NG大賞」の9枚の掲載スペース（縦3枚×横3枚）の独占に成功した唯一の投稿戦士。これで一気に高得点を獲得し、JBSI7代目レースで3位入賞を果たす。
神風投稿隊（北海道江別市）
「御三家」と呼ばれたJBSIIの常連。
あるかりでんち（青森県弘前市）
連続県別優勝者。その絵柄に女性のファンが多かった。
ロングヘアー波平（青森県弘前市）
「波平軍団」軍団長。青森の常連。
かんぴょう巻き（青森県五所川原市）
東北を代表する常連の一人。
犬（秋田県秋田市）
シュールでインパクトのあるネタと独特のセンスで誌面を盛り上げた。獲得の60点は秋田県の個人最高得点。
決戦は火曜日!!（岩手県→千葉県）
「地獄に落ちろ!!」で大躍進。彼女のいる天気パンダ特攻隊と誌面でバトルを展開した。単行本最終巻ではさくまからランキング入りの存在を忘れられた（JBSIII3代目レース9位）。
うぷぷ山ぽぽ子（宮城県仙台市）
初期のミスJBSコンテストの常連で、丁寧な描き込みを施した美麗なイラストを得意としていた。特に同性の女性からの支持が絶大で、編集部にファンレターも多く届いていたという。
殿！お気を確かに（山形県山形市）
JBSIIIラストレースで7位入賞。
昇竜拳（福島県いわき市→岩手県大船渡市）
JBSIIIの常連。最高位は2代目レースの5位。コンスタントに掲載された。
ぽちむら（埼玉県越谷市→茨城県つくば市）
旧名・閑古鳥。2つのペンネームでの掲載本数を足すと100本を越す。
明石家サンコン（埼玉県所沢市）
埼玉を代表するベスト10常連。最高位はJBSIII6代目レースの2位。
えぐ長介（埼玉県川越市）
JBSIII3代目レースで7位入賞。ペンネームは男性名のようだが、女性投稿者である。
なお（東京都）
JBSI9代目レースで5位入賞。後にラジオ番組への投稿に移行、制作に協力していた時期もあるとのこと。
山本ばなな（東京都）
JBSIIで2レース連続のベスト10入り（7代目2位、8代目7位）。
うんこブリブリ（東京都）
実力派の常連。
蒙古少年（千葉県）
独特の世界観を持つイラストを描く常連。
富永一朗大百科（千葉県東金市）
JBSIIで2回連続ベスト10入りを果たした（8代目9位、9代目5位）。
大洋優勝（神奈川県）
初期JBSの常連。さくま同様、横浜大洋ホエールズのファン。球団名が横浜ベイスターズに変わった際にも「改名するつもりはない」と「大洋」に身を捧げた。
おおたかLIVE（神奈川県川崎市）
ラジオ番組『アタック北斗の拳』でも常連だった。
イカス！生徒会長（神奈川県茅ヶ崎市）
後期JBSの常連。
麻草真紀（神奈川県厚木市）
JBS初代2位。「麻草"ムキタマゴ"真紀」の名前でアシスタントも兼任、さくまの事務所（花伝社）に所属していた時期もある。
梶比樹出原（山梨県→東京都）
『欽ちゃん&香取慎吾の全日本仮装大賞』にチームを組んで数多く出場し、2025年現在9回の優勝という大記録を打ち立てる。彼らの代表作『ピンポン』のアイデアは、海外のペプシのCMに採用され話題を呼んだ。
白アリの五段活用（岐阜県美濃加茂市）
JBSIIからIIIにかけての中部地区を代表する投稿戦士。
ヤンマー部隊隊長（愛知県知多郡）
だじゃれネタや、切れのある短文ネタは特に群を抜いていた。近年は発光ダイオードを用いたシュールなお笑いネタを携えて、素人参加型のテレビ番組に出演することもある。
出羽の花・命（滋賀県）
PNは往年の角界の同名の力士に由来。
ああああ（大阪府大阪市）
JBSIII後期の若手常連。最高位はJBSIII6代目レース3位。『チョコバナナ』にも掲載。
夏草の線路（広島県広島市）
JBSIII3代目レースに多数投稿し3位入賞。現在は本名の佐々木修宏名義でルポライターや鉄道写真家として活動している。『第14回 全国高等学校クイズ選手権』広島県（祇園北高校）代表。
一堂唯（広島県広島市）
初期JBSの常連。PNの由来は、新沢基栄原作『ハイスクール!奇面組』の主人公「一堂零」とヒロイン「河川唯」から。邦宅杉太とも親交があった。
サザンオールスターズ（広島県→兵庫県）PNの由来は大ファンのサザンオールスターズより拝借。ジャンルはオールマイティーで、特にイラストを添えたネタを得意としていた。2012年現在はPNを「世迷言☆Baby」と変え、『ジャン魂G!』に投稿、多数掲載され、ランキングにも名を連ねている。
喜奇木鬼（愛媛県）
中期JBSを代表する愛媛県の常連。読みは「きききき」ではなく、「よろこきもくき」。
福永浩隆（山口県下関市）
JBSIとIIIの常連。JBSIII5代目レース5位。2017年頃から、NHK俳句や毎日新聞の俳壇・歌壇に投稿しているのが確認できる。
博多変態（福岡県福岡市）
最高齢投稿戦士（VTR4掲載時は33歳）。「JBS長老」「日本一有名な投稿変態」と賞賛され、現在でも一目置かれる存在。JBSI後期に活躍して以降音沙汰がなかったが、JBSIII最終レースで復活した。
山本耕一（福岡県北九州市）
JBS初期の投稿戦士の一人。テレビ長崎アナウンサーを経て、現在は九州でフリーアナウンサーとして活躍。
JR沖縄（沖縄県）
JR軍団。沖縄県の常連。
スイスのワサビ饅（埼玉県）
JBSIIIの最終レースで序盤からベストテン入りし、最終的に6位に食いこんだ。ハガキ戦士ジャンプ団以降はハワイのドラマーに改名し、優勝争いをする程の活躍を見せた。

### ミスJBSコンテストの常連
美少女イラストを募集するコーナー「ミスJBSコンテスト」の常連投稿者。
K・春香（北海道釧路市→札幌市）
鳥山明の作品に強く影響を受けている。高校時代に商業デビューしている漫画家。現在は自身の漫画の仕事もこなしつつ、漫画やアニメの専門学校で講師として教壇に立ち、後進を育成している。
札幌市（北海道札幌市）

あべさより（北海道札幌市）
漫画家。ゲームソフト『どうぶつの森』シリーズを題材にした漫画『どうぶつの森 ホヒンダ村だより』などの作品を発表。
海野（うみの）（北海道札幌市）
『チョコバナナ』名誉会員・光組17番。現在はいわおかめめ名義で漫画家として活動。
藤凪かおる（福島県福島市）
後に漫画家として4コマ漫画誌で活躍する。
くれいじぃ☆がーる（栃木県宇都宮市）
現在は新井理恵名義で漫画家として活動。『× ―ペケ―』などの作品を発表。
町野変丸（東京都）漫画家となり、成年漫画雑誌等に掲載されている。
水あそび（東京都）
アニメ『クレヨンしんちゃん』の作画監督として知られる原勝徳。『スーパー桃太郎電鉄III』の女湯イラストも担当した。
ふるじゅん（神奈川県横浜市）
漫画家の古澤純也。
だーだーくん（愛知県岡崎市）
『チョコバナナ』で女性であることが判明。
エレメンタル（京都府京都市）
『チョコバナナ』名誉会員・光組1番。漫画家の川添真理子名義で活動。
パープルウォーム（岡山県岡山市）
『チョコバナナ』名誉会員・光組2番。1997年には『怪物パラ☆ダイス』の主題歌「ランデヴー」を歌い、東芝EMIよりCDを出したことがある。

## 主なコーナー
TVいちゃもんいっちゃうもん（いちゃもんTV）
さまざまなテレビ番組、テレビCMにクレームや突っ込みを入れるコーナー。後に「いちゃもんテレビ」という番組名に改題（VTR11より）。JBSで最も長寿だった番組で、最終レースの最終週の最後に載った番組だった。基本的ネタは「やい!」「おい!」「こら!」というように怒鳴り口調で書く。以下のあらゆるコーナーに派生する。
ありがちテレビ
「いちゃもんテレビ」より派生。グルメ番組などの決まったジャンルの番組にありがちな展開を挙げるコーナー。
いちゃもんテレビDELUXE
テレビ番組別にテーマが決められる「いちゃもんテレビ」。
スポいちゃテレビ
スポーツ関連の番組（プロ野球中継、スポーツニュース等）に特化した「いちゃもんテレビ」。野球や大相撲のネタが多かった。特に、当時大相撲で人気を集めていた大徹のインパクトのあるまわしの色が変わった際には、1ページ丸ごと大徹のまわしリニューアルと冠した異例の扱いで、大徹人気を底上げする結果となった。
CMいちゃもん
テレビCMネタのみに特化した「いちゃもんテレビ」。

そっくりテレビ
有名人とそっくりな「モノ」を探し出すコーナー。初期は文章・イラストの両方の投稿が採用されたが後にイラストのみに一本化された。駒田徳広ネタや工藤静香ネタが頻出し、駒田ネタだけの特集も組まれたが、後に駒田ネタはあまりの多さから制限が付けられた。
あらへんテレビ
あり得ない出演者の番組を考え出すコーナー。作品は「あらへん、あらへん。」というフレーズで締めくくられる。泉谷しげるネタだけの泉谷特集も組まれた 。
テレビ五七五
テレビ界の様々な現象をネタに川柳をしたためるコーナー。五七五の音数律を守らない投稿者が多く、字余りによるボツが頻発した。
ありがち先生
「いちゃもんテレビ」の先生版。学校の先生にありがちな癖等を挙げるコーナー。
匠の人々
さまざまな業界の素晴らしい人物を紹介し、褒め称えるコーナー。
男の子をぶっとばせ!
女の子の目から見た男の子の腹の立つ行動、おかしな事などに突っ込むコーナー。以下の「ぶっとばせ!」「ぶちのめせ!」もテーマを変えた同じ趣旨のコーナーである。一応は投稿資格者は女性のみであった。さくまは男性読者からの抗議が来ることを期待していたが、逆に「もてないボクには大変役に立ちました」などと感謝のハガキが多く寄せられた。
なお、投稿者を30歳以上に限定した「若者をぶっとばせ!」という姉妹企画も告知されていたが、掲載されることはなかった。
政治をぶっとばせ!
日本の政治や政治家に対する突っ込み。時期的に「リクルート事件」や「消費税」のネタが多かった。
評論家をぶっとばせ!
ゲームや料理など、様々な業界の評論家に対する不満をぶちまける。後述の「ホビーにくびったけ!（ゲームにくびったけ!）」に寄せられた「ゲーム雑誌批判」ネタが呼び水となった。ちなみにさくま自身も元は「漫画評論家」だったのだが、当時はその事をすっかり忘れていたようだ。
日本史をぶちのめせ!
日本史の授業に関すること、また歴史の登場人物などに対する不満をぶちまける。
数学をぶちのめせ!
数学の授業に関する不満をぶちまける。さくま曰く「心の叫びにも似た怒りが来るので、読んでいて圧倒されてしまう」。
英語をぶちのめせ!
英語の授業に関する不満をぶちまける。コミックスには収録されなかった。

世界史はじめて物語
日常でありがちなことを「世界で初めて○○した（例：自転車に鍵をかけたまま、漕ぎ出してしまった）人」という形でピックアップする。
織田の信ちゃん
戦国時代に特化した歴史パロディ。「天才○○（例：信長）」と「バカ○○」とでリアクションの違いを考えるのが基本パターン。
もしももしももしも（もしもII・もしもIII・もしも私が…）
「もしも私が○○なら」「もしも○○したら」という仮定に対し願望を紹介する。
牛玉さくちゃん
地獄の釜が開く日
語呂合わせで○○の日を作るコーナー。

鏡の国の河馬
上から読んだときと下から読んだときで意味が変わる言葉（倒語）を紹介するコーナー。
1918年米騒動
サービスの悪い店に対する怒りをぶちまけるコーナー。途中からは店側からの客に対する怒りも投稿されるようになった。
スポーツ新ルール
スポーツの新ルールを考案するコーナー。主にプロレス、野球（特に南海ホークスと大洋ホエールズ）、卓球が取り上げられた。
夜のジャンプニュース
家庭内での小さな勘違いを発表するコーナー。おばあちゃんシリーズが好評だったが、盗作と思われる作品が多かったために終了した。
ザ・ジャンプテン
『ザ・ベストテン』のパロディ。ランキング1位から10位までの曲名をダジャレにするコーナー。ジャンプ放送局開局当時、最も投稿が多かった。
3年B組カンペン先生
学校にある物をダジャレにするコーナー。
ジャンプ・アイ
ひとつの物を投稿者独自の視点から描くイラストコーナー（例・真下からみたバスケットボールのゴールリング、ウルトラマンの後ろ姿）。「第2回視聴率調査」の結果が悪く打ち切りが決まったが、直後に抗議が殺到した。
ど田舎自慢西東
田舎自慢のコーナー。途中みかんの生産地として愛媛県、和歌山県、静岡県などの投稿者が自分達のみかんを自慢しだし、他の果物の生産地なども巻き込んで自慢合戦が繰り広げられた（JBSみかん戦争と呼ばれた）。
ほら自慢西東
ど田舎自慢西東のデタラメ版。「琵琶湖はあまりにも大きいので、滋賀県民は県境にへばりついて歩かないと落ちてしまう」などのほら話ネタを募集する。世界各国を巻き込んだネタも多数。
奇特人間大賞
身の回りにいる変な人間を特集するコーナー。単行本全巻に収録されている。開局当初は「○○な奇特なお方」という文体が主流だったが、徐々に「○○な奇特なN」などとイニシャルが用いられるようになった。看板番組の一つであり、放送終了までトップクラスの人気が続いた。なお、「奇特」とは「大いに感心すべき」という意味が正しく、「変な」という意味で使うのは誤用である。しかし、世間一般にこの誤用が浸透し使用されている背景には「奇特人間大賞」の影響が大きいのではないかと、2012年7月10日付の日本経済新聞の記事に取り上げられた。
気の毒笑学校
奇特人間大賞から派生したコーナー。いろんな行事をテーマにして周りの気の毒な人のエピソードを募集した。

NG大賞
開局当初のタイトルは「恐怖のNG」。字が汚いハガキや漢字を間違えているハガキを晒すコーナー（掲載されると減点）だったが、いつの間にかなんでもありのフリーコーナーになった。本誌では年に1回「NG大賞スペシャル」と題し、JBSの全てのページを使って100枚以上の作品を一挙に掲載していた。単行本全巻に収録されている。
2コマ名作劇場
NG大賞から派生したコーナー。最初は普通の2コマ漫画を投稿するコーナーだったが、途中からは日常生活でありがちな一瞬を描いた作品がメインになっていった。
ドラゴンボール大特集!!
別名「ドラゴンボールパロディ」、略称「ドラ・パロ」。ジャンプ掲載作品のパロディネタは以前から存在していたが、特に『ドラゴンボール』のネタが多くなったためNG大賞から独立し、ドラゴンボール全盛期を陰で支えた。ふきだし内の台詞を変更したり、イラストに手を加えたネタが掲載された。なおこの特集の最終回以降はドラゴンボール以外の漫画のパロディもNG大賞に掲載されなくなった。VTR17掲載時の扉ページのコメントでさくまは、「ギャグ・ページとしては、漫画の人気に頼るってのはよくない」と終了の理由を語っている。
JBS-HI句

えのんを探せ!
『ウッチャンナンチャンのやるならやらねば!』内のコーナー「ナンチャンを探せ!」のパロディで、風景の中に潜んでいたり、あからさまに立っていたりしているえのんを探すコーナー。実際のイラストだけではなく「貧乏ネタ」等を使った物もあった。また、局員たちを探すネタも稀に掲載されていた。

ミスJBSコンテスト
水着姿の女の子、セーラー服姿の女学生、女戦士などのテーマに沿った美少女のイラストを投稿するコーナー。VTR1とVTR16を除き全巻に収録されている。初期の頃は堀井雄二が外部審査員として参加していた。常連でも掲載される事が難しく、このコーナー限定の常連も存在した。毎回、美少女絵とともに、榎本の水着姿や入浴中の姿といった露骨なネタ絵も掲載された。一度だけ、男性を描く「ミスターJBS」が企画されたことがある（テーマは「勇者」）。本誌掲載時には「ガンバレもう一息」で絵が載らなかったボツ作品も、単行本では大量に掲載された。また、VTR22では巻頭で50ページに渡り特集された。JBS終了後、投稿作品のレベルの高さを惜しんださくま自身の手により、イラスト投稿誌『チョコバナナ』として独立した。
ウルトラおもちゃ塾
毎回テーマに沿って新しいキャラクターを考案するイラストコーナー。「ミスJBSコンテスト」のメカデザイン版という位置付けで、さくまはここからメカデザイナーの輩出を夢見ていたが、回を重ねるごとにギャグだらけになってしまい、終了となった。
大人はずるっ子
子供から見て、大人はずるいと思えるシーンを募集するコーナー。途中から「両親（その他）のプロポーズの言葉」もネタにするようになった。
人間の条件
『天才・たけしの元気が出るテレビ!!』の「お坊っちゃま」コーナーを元に始めたコーナー。「金持ちの条件」、「せこさの条件」など。
ちゃんねるジョーク
テレビ番組の司会者のスタイルで一発ギャグやダジャレを言うコーナー。
あいつは誰だ!?
芸能人の名前をダジャレに折り込むコーナー。このコンセプトは後の「JBS人名辞典」に引き継がれた。
有名人になる
有名人でたとえ話を作るコーナー。
華麗なる一瞬
日常の些細な出来事を取り上げ、「〜だと思う一瞬　○○が××の時」という形式で、その有様を表現する。
私立へリクツ学園
先生からの質問や問題に屁理屈で答えるコーナー。
31の伝言板
31文字以内で文章ギャグを作るコーナー。
えのサン横断ウルトラクイズ
榎本33歳（当時）の名前にちなんだ、榎本のプライベートに関する計33問のクイズコーナー。その内容は、生い立ち、勤めていたバイト、頭のサイズと多岐にわたる。
ヘタで悪いか!
「○○で悪いか!」と自分のコンプレックスを挙げて、逆にその利点をポジティブに紹介するコーナー。
おうちゃく大発明
「投げたゴミをキャッチするゴミ箱」などおうちゃくな発明品を考案するコーナー。
変じゃねーか？
大工のタメさんが主人公のコーナー。「『根掘り葉掘り』っていうけど、根は掘れても葉は掘れねーぜ。変じゃねーか?」など、日常で変だと思うことに突っ込み「変じゃねーか?」のフレーズで締めくくる。
21世紀の日本語

誰か挑戦しないか!?
日常の様々なことで「○○した（例：髪の毛を3m伸ばした）やつはいるが、××した（例：鼻毛を3m伸ばした）奴はいない。誰か挑戦しないか?」と呼びかけるコーナー。
全日本統一協会
「電池の大きさ」「鉄道会社の回数券の名前」など1つに統一して欲しいものを投稿するコーナー。
土居孝幸のラブコメ失敗団
投稿者の恋愛にまつわる失敗談を紹介するコーナー。次第に、モテない投稿者の憩いの場となっていった。
地獄へ落ちろ!
街中のラブラブカップルへの突っ込み、怒りを投稿するコーナー。カップルのいない投稿戦士に安らぎを与えようと始まったが、逆に怒りが大爆発、文章にいたわりと優しさがなくなってしまったことを鑑み終了に至った。
路傍の立て札
元々は前・中・後編のつもりだったが投稿数が多く、定期コーナーに昇格。いわゆる三段オチをテーマ別に募集するコーナー。非常に人気が高く、中期以降の主力番組の一つにもなった。
わくわくだじゃれランド
野菜や魚などをテーマにダジャレをはがき一杯に揮毫する企画。ネタの面白さ、文字の勢いなどが掲載の決め手となっていた。VTR13で終了するも後に「だじゃれの王様」として復活する。
天下一形容詞大会
「美しい」、「恥ずかしい」、「臭い」等の形容詞をテーマにし、ネタの面白さを競うコーナー。JBSのスタッフを用いた形容詞ネタは禁止されていた。
遠くて近き言霊たち
「アクエリアス」と「おかえりやす」といったような良く似たフレーズをネタにしたコーナー。

王様の日曜日
もしも王様になったら何がしたいかを書くコーナー。
クイズこの音なんだ!?
日常生活でよく聞く音を文字で表し、答えを添えて発表するコーナー。
なるほどザ・ニックネーム

タイムカプセル
はるか未来の人が開けるという前提で、タイムカプセルに入れておく物を考えるコーナー。
ほんのチョイ係
最後のページに位置する、普通のお便りコーナー。元々NG大賞の枠内で紹介していたものを独立させ1985年にコーナー化。1枚掲載で4点と高得点のため、掲載された投稿戦士がいきなりランキングに登場する事もあり、また、新人の投稿戦士のハガキが優遇されていた。コミックスでは傑作選としてNG大賞ページの柱に掲載されていた。
活字の体操
「ほんのチョイ係」から派生したコーナー。特定の物やある一時の状態を文字の羅列のみで表現する。写植屋泣かせのコーナーでもあった。
リットン調査団
「ほんのチョイ係」から派生した教養コーナー。「しゃっくりの止め方」や「半島と岬」の区別の仕方等の疑問を取り上げ、その答えを掲載する。

ピュタゴラスの友愛
さまざまな言葉を語呂合わせによって数字のみで表現するコーナー。
ハイパー加減乗除
「空」×「橋」＝「虹」等、様々な物や状態を加減乗除で表現するコーナー。

ホビーにくびったけ!・ゲームにくびったけ!
中期以降の主力番組（「ゲームに〜」は「ホビーに〜」からの分立）。「オセロで一面真っ黒で負けた」など色々な種類のおもちゃやゲームに関する出来事を取り上げた。ここに掲載されたネタから『桃太郎電劇2』で操作キャラに夜叉姫が追加されるなどいくつか桃太郎シリーズに反映された。
これだけは嫌だ!
III4代目からスタートし、JBS末期の人気コーナーとなる。その名の通り、毎回決められたテーマに沿って「こんな○○は嫌だ」と思えるネタを投稿する。「こんな刑務所は嫌だ」というテーマの際には差別用語や不適切な表現を含むネタが多数届いたため言葉や表現を変更した上で誌面に掲載し、その後の単行本への収録は見送られた。
JBSクエスト
2回にわたり実施されたコーナー。HP（馬力）、攻撃力、守備力、素早さの4項目に合計100ポイントとなるように数値を振り分けられた各都道府県代表のキャラクターがコンピュータによる1対1のオートバトルを行い、優勝を決める大会。第2回では各都道府県の名物をキャラクター化したものという指定がついていた。優勝キャラは第1回が大阪府代表の「いかりのひでよし」、第2回は岐阜県代表の「うっ☆マンボ」であった。
『新桃太郎伝説』のほほえみの村でのだじゃれ大会や『桃太郎電鉄シリーズ』の選挙では類似したシステムで対決をする。 なお、第1回大会で秋田代表に選出された「ナマハーゲン」は、「男鹿半島怪獣ナマハーゲン」の名で『桃太郎電鉄シリーズ』に登場している。
一番素晴らしい人生
投稿ネタをつなぎ合わせて、一人の人間（クリストファー藤堂Jr.）の「誰よりも恵まれた」生涯の物語を作る。さくま曰く「開局当時からやりたかった」とのこと。
言い訳番長
不良と優等生の会話コント。不良が言いがちな言葉（「ぶっとばしてやる!」等）に対して、優等生が真面目な答え（「安全運転でお願いします」等）を返す。タイトルの元ネタは『夕やけ番長』。
朝まで紙テレビ
遷都問題や内閣総理大臣の選び方、交通渋滞など社会問題をテーマにして様々なアイデアを募るものであったが、さくまの意図に反して、完全にジョークやネタだらけのコーナーとなってしまった。コミックスには未収録。
すちゃらかテレビ
ベストテン形式。放映中のテレビ番組のタイトルをだじゃれにする。
JBS祭り
年末恒例のJBS祭りは、1983年から1989年まであり、レコード大賞・アイドル部門・テレビ大賞の3部門に分かれている。レコード大賞には「新人賞」がある。アイドル部門は「アイドル部門」・「タレント部門」の2種。テレビ大賞は「テレビ大賞」・「CM部門」・「流行語部門」の3種。
他多数。

## コミックス掲載について
- VTR1-3までは2レース分の内容を1冊に纏めて掲載していたが、投稿数の増大により、VTR4の7代目レースからは1レース1巻のペースで掲載されるようになった。
- コミックス1冊のページ数は約190ページ（うち、コーナー部分は約170ページ）と限られているため、本誌掲載のコーナーやネタの多くがコミックス未収録となった。特に、1クール終了の連続ドラマや期間限定番組などのネタは収録されないことが多かった。また、「ホビーにくびったけ!」は最終レースまで続いていたが、兄弟番組「ゲームにくびったけ!」が開始されてからはこちらのほうが収録され、「ホビー」のほうは収録されなくなった。

## JBSの呼称について
ジャンプ放送局の通称JBSは前述の通り「Jump Broadcasting Station」の略であるが、同じ略称を用いる実在の放送局（放送事業者）に、社会福祉法人視覚障害者文化振興協会の運営する視覚障害者向けラジオ放送「JBS日本福祉放送」がある。このJBSとは「Japan Broadcasting Service For Persons With Visual Impairment」の略称である。JBS日本福祉放送の開局は1988年（JBSへの呼称変更は1992年から）であるため、1982年に始まったジャンプ放送局のほうが、現存する放送事業者よりも先にJBSの呼称を使用していたことになる。放送局以外では、日本ビジネスシステムズがJBSの略称を使用しており、かつては新日鉱ホールディングス（現・ENEOSホールディングス）の総合人材サービス会社である株式会社JBS（現・ENEOSキャリアサポート）が存在した。

## ジャンプ放送局の逆襲!!
初期のJBSでアシスタントをしていた猫乃都は、JBSに加入する以前にアニメ雑誌『ファンロード』の方で活動しており、同誌1985年1月号では彼女の漫画と共に土居の手による「ジャンプ放送局の逆襲!」という1P漫画が掲載、出版社の枠を超えた出張、夢のコラボレーションが実現した（ファンロードの編集長・イニシャルビスケットのKこと浜松克樹とさくまが親友同士であった、ジャンプの連載作品をファンロードが度々取り上げていた、など両雑誌は関係が深かった）。同漫画ではさくまがAUTO・MAG、冨田英義、紅林由紀宏、邦宅杉太など当時の常連達に「おまいらジャンプ放送局で実力つけてからロードに投稿すなっ!!」「まったくジャンプ放送局の投稿者の頭脳流出が多すぎる!!」とクレームを入れ、そのあと「こんなことでへこたれるわしらではない!!」と猫乃都がJBSのアシスタントに加入する旨を宣伝した。要は常連投稿者流出の逆襲として猫乃都をロードから引き抜いた、ということらしい（実際にそのような取引が両者でなされていたかは不明）。そして最後に、当時さくまが編集・自費出版していた漫画雑誌『マンガハウス』の宣伝がなされていた。それによると同誌1巻にはファンロード常連の椎名崇、2巻には猫乃都が漫画を描いたそうである。

## 帰ってきたジャンプ放送局
ニコニコ動画内ニコニコ生放送で、2010年8月30日に『さくまあきらアワー 〜帰ってきたジャンプ放送局〜』が、同年11月27日には『さくまあきらアワー 〜また帰ってきちゃったジャンプ放送局〜』が放送された。さくまあきらを始めとした連載当時のスタッフが出演し、ジャンプ放送局が文字通り放送として復活を果たした。さくまと親交のあるお笑いタレントがゲストとして招かれ、ジャンプ放送局への思いを語っている。その中で麒麟の川島明や鉄拳もハガキを投稿していたというエピソードが語られた（なお、掲載されることはなかった）。
2010年8月30日放送『さくまあきらアワー 〜帰ってきたジャンプ放送局〜』。
出演者：さくまあきら（放送局長）、土居孝幸（イラスト担当）、榎本一夫（レイアウト担当）、横山智佐（アシスタント）、ショッカーO野（司会）、どんちゃん
スペシャルゲスト：川島明（麒麟）
投稿コーナーのお題は「21世紀の奇特人間大賞」「華麗なる一瞬」で、約300通の投稿があった。また、『桃太郎電鉄WORLD』のプレイ動画が初解禁となった。
2010年11月27日放送『さくまあきらアワー 〜また帰ってきちゃったジャンプ放送局〜』。
出演者：さくまあきら（放送局長）、土居孝幸（イラスト担当）、榎本一夫（レイアウト担当）、横山智佐（アシスタント）、ショッカーO野（司会）、どんちゃん
スペシャルゲスト：鉄拳、桜塚やっくん
戦場カメラマンの渡部陽一が出演している『桃太郎電鉄WORLD』のCMおよびNG集のVTRも放送された。
投稿コーナーのお題は「だじゃれの王様〜WORLD編〜」。